# David de Gandzak
David de Gandzak, Davit Gandzaketsi (en arménien Դավիթ Գանձակեցի) ou Davit Alavka(v)ordi  (mort en 1140/1141) est un juriste arménien du XIIe siècle. Au début de ce siècle, ce pionnier de la codification arménienne rédige à la demande d'un prêtre nommé Arkayoutioun 98 lois guidant les prêtres dans le domaine de la confession et des pénitences, en interprétant et en complétant les saintes Écritures, notamment le Lévitique ; l'ensemble est intitulé Statut ou Guidance canonique et est une des bases de départ de Mkhitar Goch.
L'œuvre restera longtemps ignorée avant d'être redécouverte au début du XXe siècle.